# Arrondissement de Kirchhain
L'arrondissement de Kirchhain est un arrondissement de l'électorat de Hesse depuis 1821 et plus tard un arrondissement prussien jusqu'en 1932 en Hesse-Centrale (de).

## Histoire
L'arrondissement de Kirchhain est fondé le 30 août 1821 formé à partir des bureaux d'Amöneburg, Kirchhain, Neustadt et Rauschenberg (de) et appartenait à la province hessoise de Haute-Hesse (de), également appelée Haute-Hesse électorale. Le siège de l'arrondissement est Kirchhain. Après l'annexion de l'électorat de Hesse par la Prusse, l'arrondissement est maintenu et fait partie du district de Cassel dans la province de Hesse-Nassau.
En 1886, la commune de Schröck quitte l'arrondissement de Kirchhain et est intégré dans l'arrondissement de Marbourg (de). Dans le cadre d'une "petite réforme administrative", l'arrondissement de Kirchhain est intégré à l'arrondissement de Marbourg.

## Évolution de la démographie
| Année | Habitants |
| ----- | --------- |
| 1871  | 22.214    |
| 1900  | 21 547    |
| 1910  | 22 870    |
| 1925  | 23 931    |

## Communes
De 1821 à 1932, l'arrondissement de Kirchhain est composé des communes suivantes, listées ci-dessous selon les affiliations actuelles : 

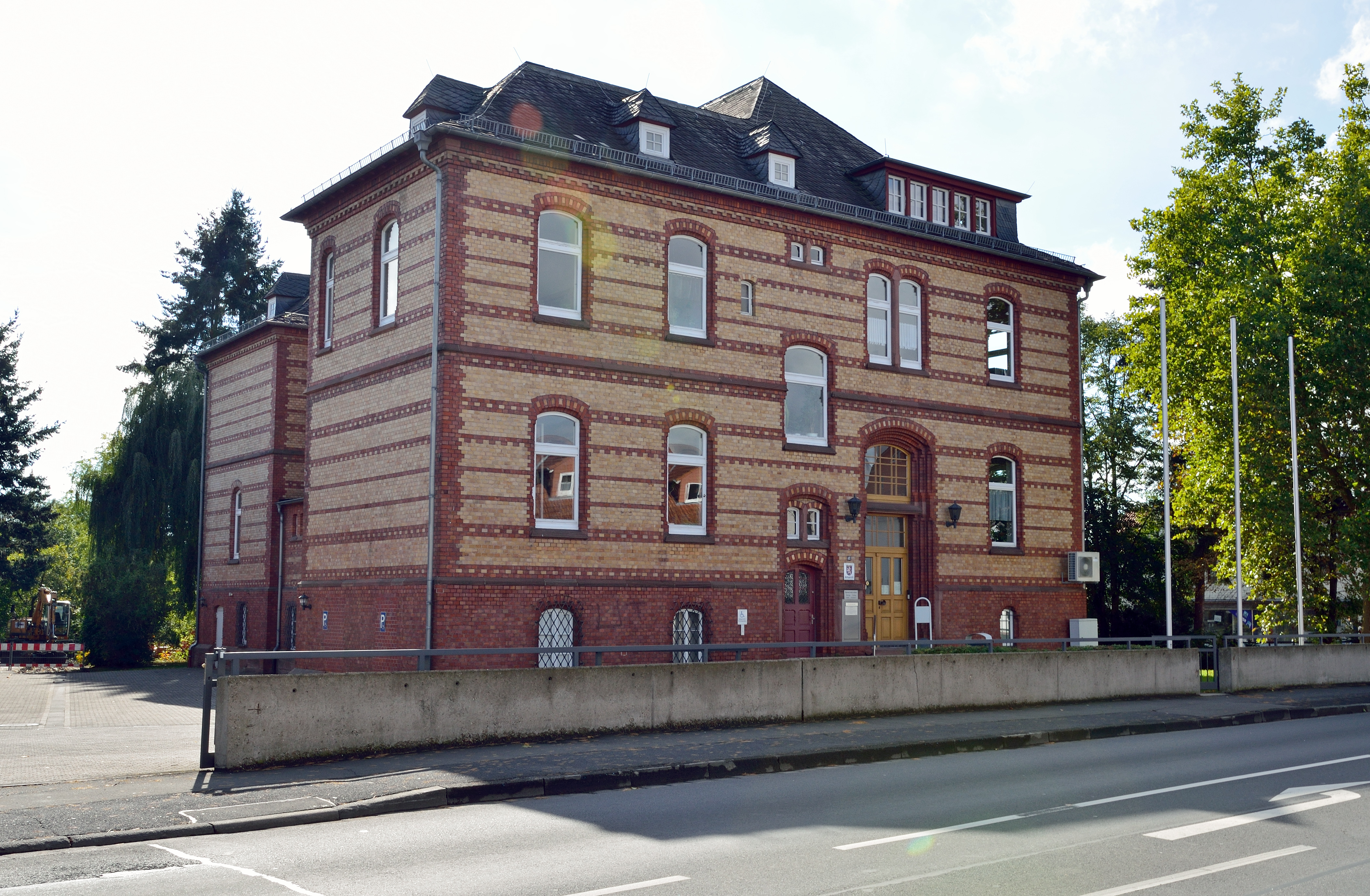
Bureau d'arrondissement de 1890

- (aujourd'hui ville d'Amöneburg)
  - Amöneburg, Erfurtshausen, Mardorf, Roßdorf, Rüdigheim (→ tous les quartiers)
- (aujourd'hui commune d'Antrifttal)
  - Cour de Katzenberg (de) avec Ohmes, Ruhlkirchen, Seibelsdorf, Vockenrod (→ tous les quartiers sauf Bernsburg) (jusqu'en 1866)
- (aujourd'hui commune d'Ebsdorfergrund)
  - Rauischholzhausen
- (aujourd'hui ville de Gemünden (Wohra))
  - Schiffelbach
- (aujourd'hui ville de Kirchhain)
  - Anzefahr, Burgholz, Emsdorf, Großseelheim, Himmelsberg, Kirchhain, Kleinseelheim, Langenstein, Niederwald, Schönbach, Sindersfeld, Stausebach (→ tous les quartiers sauf Betziesdorf)
- (aujourd'hui ville de Marbourg)
  - Schröck (jusqu'en 1886 dans l'arrondissement de Kirchhain, puis jusqu'en 1974 dans l'arrondissement de Marbourg (de))
- (aujourd'hui ville de Neustadt)
  - Momberg, Neustadt, Speckswinkel (→ tous les arrondissements sauf Mengsberg)
- (aujourd'hui ville de Rauschenberg)
  - Albshausen, Ernsthausen, Josbach, Rauschenberg, Schwabendorf, Wolfskaute (→ tous les arrondissements sauf Bracht)
- (aujourd'hui ville de Stadtallendorf)
  - Allendorf, Niederklein, Schweinsberg (an der Ohm), Erksdorf, Hatzbach, Wolferode (→ tous les arrondissements)
- (actuelle commune de Wohratal)
  - Wohra, Halsdorf, Hertingshausen, Langendorf (→ tous les arrondissements)

Jusqu'à sa dissolution dans les années 1920, il y a également quatre districts de domaine dans l'arrondissement de Kirchhain : Oberförsterei Bracht, Holzhausen, Oberförsterei Mengsberg et Oberförsterei Neustadt.

## Bâtiment du bureau de l'arrondissement
En 1890, le nouveau bâtiment du bureau de l'arrondissement construit au 32 Niederrheinische Straße à Kirchhain. Après la dissolution de l'arrondissement, le bâtiment est utilisé par le tribunal d'instance de Kirchhain (de)

## Administrateurs de l'arrondissement
- 1823–1825 : Karl Friedrich Giesler (de)[4]
- 1826 : –9999August Ferdinand Fenner von Fenneberg (de)[4]
- 1827-1831 : Elard Biskamp[4]
- 1833-1840 : Friedrich Cranz (de)
- 1842–1843 : Georg Hermann Pfaff (de)[4]
- 1844-1845 : Karl Hartert (de)[4]
- 1846-1852 : Ludwig Hünersdorf[4]
- 1853-1856 : Wilhelm Uloth (de)
- 1856–1883 : Carl Wilhelm Rohde (de)[4]
- 1883-1886 : Friedrich Rabe (de)
- 1886 : –9999Georg von Schwertzell[4]
- 1886 : –9999(N). Lewald [4]
- 1886-1910 : Rudolph Schenck zu Schweinsberg (de)
- 1911-1928 : Adolf von und zu Gilsa (de)
- 1928-1932 : Theodor Beaucamp (de)